# Guillaume Rigal
Guillaume Rigal (Carmaux, 3 dicembre 1987) è un pilota motociclistico francese.

## Carriera
Ha debuttato nel Mondiale Supermoto nel 2006 a soli 19 anni su Honda. Partecipa anche al Campionato Francese dal 2004, anno in cui conquista il titolo nazionale nella categoria Supermoto Open. Negli anni successivi gareggia anche con moto da strada, partecipando al campionato francese Superbike.

## Palmarès
- 2002: 2º posto Campionato Francese Promobiker
- 2003: 2º posto Campionato Francese Promobiker
- 2004: Campione Francese Supermoto Open (su Honda)[1]
- 2004: 29º posto Campionato Francese Supermoto classe Prestige Sport (su Honda)
- 2004: 17º posto Campionato Francese Supermoto classe Prestige Open (su Honda)[1]
- 2005: 7º posto Campionato Francese Supermoto classe Prestige Open (su Honda)
- 2006: 8º posto Campionato Francese Supermoto classe Prestige Open (su Honda)
- 2006: 18º posto Campionato del Mondo Supermoto S1 (su Honda)
- 2007: 24º posto Campionato Francese Supermoto classe Prestige Open (su Husaberg)
- 2007: 39º posto Campionato del Mondo Supermoto S2 (2 GP su 8) (su Husaberg)
- 2008: 3º posto Campionato Francese Supermoto S1 (su Kawasaki)[1][3]
- 2008: 20º posto Campionato del Mondo Supermoto S1 (su Kawasaki).[4]
- 2009: 2º posto Campionato Spagnolo Supermoto S1 (su KTM)
- 2009: 4º posto Campionato Francese Supermoto S1 (su KTM)
- 2009: 10º posto Campionato Francese classe Supercampione (su KTM)
- 2009: 7º posto Supermotard Indoor De Tours (su KTM)
- 2010: 3º posto Campionato Spagnolo Supermoto S1 (su KTM)
- 2010: 8º posto Campionato Francese Supermoto S1 (5 gare su 7) (su KTM)